# Crónicas da Terra Ardente
Crónicas da Terra Ardente é um álbum duplo de Fausto, editado em 1994.      

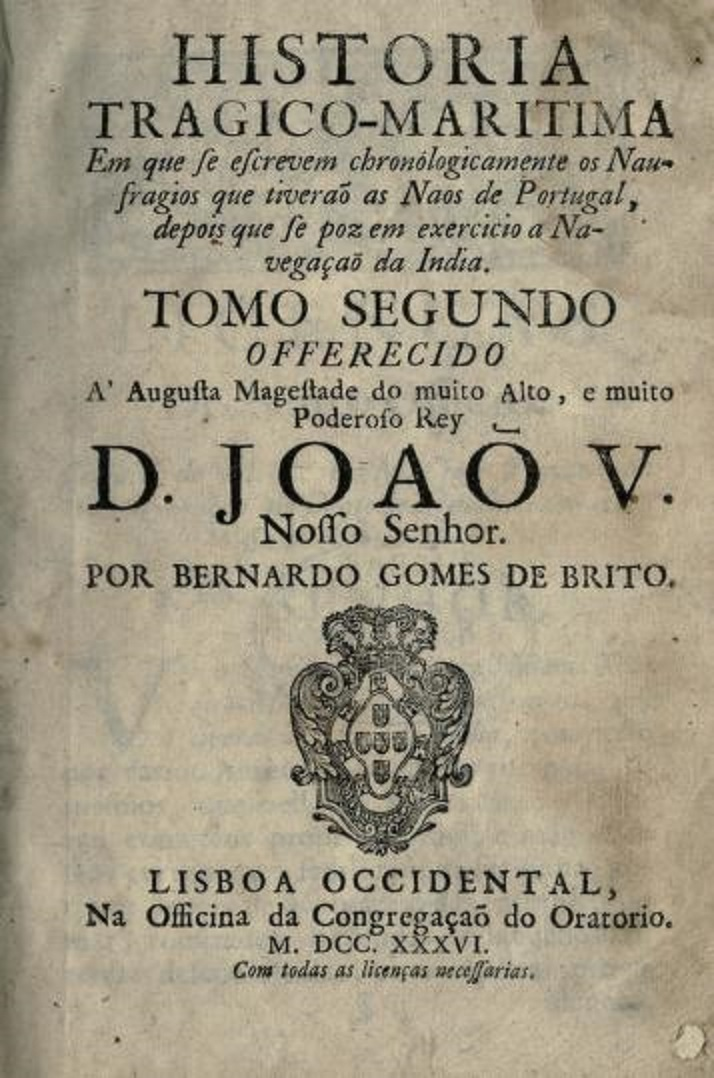
Frontispício do Tomo Segundo da História Trágico-Marítima (Lisboa, 1736), obra que inspirou Crónicas da Terra Ardente.

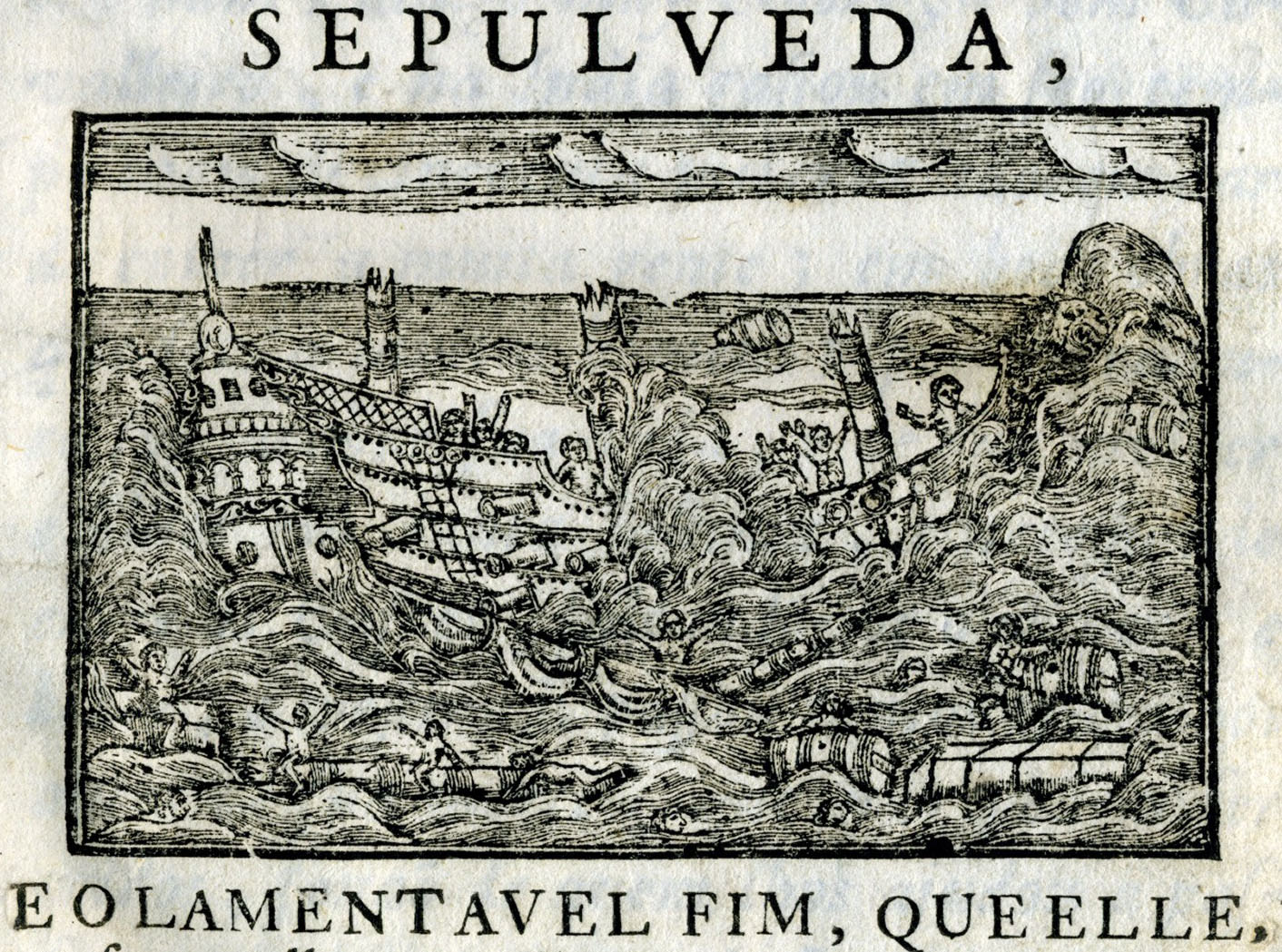
Naufrágio do "Galeão Grande S. João", uma ilustração da História Trágico-Marítima de 1735.

É o segundo álbum da trilogia Lusitana Diáspora, que inclui ainda os álbuns Por este rio acima (1982) e Em Busca das Montanhas Azuis (2011).
O primeiro álbum da trilogia, Por Este Rio Acima, baseia-se nas viagens de Fernão Mendes Pinto, relatadas no seu livro Peregrinação (1614) enquanto que  Crónicas da Terra Ardente foi inspirado pela História Trágico-Marítima (1735) reunida por Bernardo Gomes de Brito.

## Alinhamento

### CD 1
1. "A Travessia"  - 05:15
2. "Ao Som do Mar e do Vento"  - 05:05
3. "À Deriva em Porto Rico"  - 05:31
4. "Todo Este Céu"  - 04:10
5. "Na Ponta do Cabo"  - 04:12
6. "A Chusma Salva-se Assim"  - 04:28
7. "O Mar"  - 06:23
8. "Recado a Sofala"  - 03:55
9. "Gargalham Muito as Sarracenas"  - 06:18
10. "Os Navegados"  - 04:58

### CD 2
1. "A Caçada"  - 03:33
2. "A Explicação das Flores"  - 04:03
3. "Dilúidos Numa Luz"  - 05:34
4. "A Tua Presença"  - 04:04
5. "E Levantou-se o Arraial"  - 04:45
6. "Os Soldados de Baco"  - 04:19
7. "Pela Fome Comidos"  - 04:18
8. "Manuel de Souse Sepúlveda"  - 08:04
9. "Travessia II"  - 02:55
10. "Ao Longo de Um Claro Rio de Água Doce"  - 07:55